# Mikko Myllylahti
Mikko Myllylahti, né en 1980 à Tornio (Finlande), est un poète et cinéaste finlandais.

## Biographie
Mikko Myllylahti naît en 1980 à Tornio. Il obtient une maîtrise en art du Département de cinéma et de scénographie de l'Université Aalto en 2012.
Myllylahti a publié quatre recueils de poèmes. Il a reçu le prix de littérature Kalevi Jäntti et une mention honorable au concours d'écriture Juhana-Heikki Erko.
Il écrit le scénario du film primé au Festival de Cannes en 2016 Olli Mäki et réalisé par Juho Kuosmanen. Il réalise le court métrage Tiger, qu est présenté en première à la Semaine de la Critique au Festival de Cannes en 2018. Son scénario pour le film Metsurin tarina reçoit le prix de la Semaine de la Critique du Festival de Cannes Next Step en 2019. Le premier film L'Étrange Histoire du coupeur de bois (Metsurin tarina), basé sur son propre scénario, a sa première mondiale dans la série Semaine de la Critique, pour laquelle il est sélectionné comme deuxième film finlandais de l'histoire après La Femme du fossoyeur (Guled & Nasra).
Mikko Myllylahti vit à Karkkila.

## Filmographie partielle

### Réalisateur
Courts métrages
- 2006 : Lintu
- 2009 : Kurjuuden kuningas
- 2012 : Pyramidi
- 2013 : Käsilaukku
- 2016 : Dijon juttu
- 2018 : Tiikeri

Longs métrages
- 2022 : L'Étrange Histoire du coupeur de bois

### Scénariste
- 2016 : Olli Mäki

## Récompenses et distinctions
- Mention honorable au concours d'écriture de Juhana-Heikki-Erkko 2003
- Prix de la culture de la ville de Tornio 2004
- Prix Kalevi Jäntti 2012
- Prix étudiant au Tampere Short Film Festival 2012
- Discovery of the Year 2016